# Cantó de Matha
El cantó de Matha és un cantó francès del departament del Charente Marítim, al districte de Saint-Jean-d'Angély. Té 24 municipis i el cap és Matha.

## Municipis
- Bagnizeau
- Ballans
- Bazauges
- Beauvais-sur-Matha
- Blanzac-lès-Matha
- Bresdon
- Brie-sous-Matha
- La Brousse
- Courcerac
- Cressé
- Gibourne
- Gourvillette
- Haimps
- Louzignac
- Macqueville
- Massac
- Matha
- Mons
- Neuvicq-le-Château
- Prignac
- Saint-Ouen
- Siecq
- Sonnac
- Thors
- Les Touches-de-Périgny

| Data d'elecció                           | Identitat        | Partit                    | Qualitat |
| ---------------------------------------- | ---------------- | ------------------------- | -------- |
| 1945-1958                                | M. Lavergne      | SFIO                      |          |
| 1958-1976                                | André Brugerolle | RI, després divers droite |          |
| 1976-1988                                | Yves Olivré      | PS                        |          |
| 1988-2008                                | James Rouger     | PS                        |          |
| 2008-                                    | Corinne Imbert   | Divers droite             |          |
| les dades anteriors no són pas conegudes |                  |                           |          |
|                                          |                  |                           |          |

| A partir de 1990: Població sense dobles comptes |